# Dawnarioides sordidula
Dawnarioides sordidula är en insektsart som först beskrevs av Frederick Arthur Godfrey Muir 1918.  Dawnarioides sordidula ingår i släktet Dawnarioides och familjen Derbidae. Inga underarter finns listade i Catalogue of Life.